# Viscum rhipsaloides
Viscum rhipsaloides är en sandelträdsväxtart som beskrevs av Baker.. Viscum rhipsaloides ingår i släktet mistlar, och familjen sandelträdsväxter. Inga underarter finns listade i Catalogue of Life.